# Béatrice de Bobadilla
 (septembre 2008).
Si vous disposez d'ouvrages ou d'articles de référence ou si vous connaissez des sites web de qualité traitant du thème abordé ici, merci de compléter l'article en donnant les références utiles à sa vérifiabilité et en les liant à la section « Notes et références ».
Pour les articles homonymes, voir Bobadilla (homonymie).
Béatrice de Bobadilla y Ossorio (Medina del Campo, 1462 - Las Palmas de Gran Canaria, 1501) est une noble espagnole.
Femme d’une grande beauté, elle fait partie de la suite de la reine Isabelle de Castille. Elle devient la maîtresse de Ferdinand d’Aragon, ce qui motive son exil par la reine sur l’île de la Gomera, aux îles Canaries.
Elle épouse en premières noces Hernán Peraza, gouverneur des îles Canaries. On présume que Christophe Colomb tomba amoureux d’elle, ce qui motiva ses escales assez longues aux îles Canaries. 
Peraza meurt dans une révolte des Guanches, indigènes des îles Canaries, en 1488, elle épouse son successeur Alonso Fernández de Lugo en 1498.